# Сидерово
Сѝдерово (на гръцки: Μεσοβούνι, Месовуни, катаревуса Μεσοβούνιον, Месовунион, до 1927 година Σιδέροβο, Сидерово) е обезлюдено село в Република Гърция, разположено на територията на дем Неврокоп (Неврокопи) в област Източна Македония и Тракия.

## География
Сидерово се намира на 630 m надморска височина в северните склонове на планината Боздаг и попада в историко-географската област Чеч. Съседните му села са Волак, Перух, Връщен, Странен и Долна Лакавица.

## История

### Етимология
Според Йордан Н. Иванов името Сидерово е от личното име Сидер.

### В Османската империя
В края на XIX век Васил Кънчов пише, че Сидерово има 80 помашки къщи. Според статистиката на Кънчов („Македония. Етнография и статистика“) към 1900 година в Сидерово или Сидарево живеят 195 българи мохамедани в 45 къщи.

### В Гърция
През Балканската война в 1912 година в селото влизат български войски. След Междусъюзническата война селото остава в Гърция. Според гръцката статистика, през 1913 година в Сидерово (Σίδροβον, Сидеровон или още Σιδέροβα, Сидерова) живеят 296 души. През 1920 година в селото са регистрирани 247 жители.
През 1923 година жителите на Сидерово са изселени в Турция и на тяхно място са залени гърци бежанци. През 1927 година името на селото е сменено от Сидерово (Σιδέροβο) на Месовуни (Μεσοβούνι), което в превод означава „средна планина“ или „среден баир“. Към 1928 година в Сидерово има 29 гръцки семейства с 89 души - бежанци от Турция. През 1940 година в селото са регистрирани 54 жители, а през 1971 само двама. Селото се разпада по време на Гражданската война (1946 - 1949) и след края ѝ не е обновено.
| Година    | 1913 | 1920 | 1928 | 1940 | 1951 | 1961 | 1971 | 1981 | 1991 | 2001 | 2011 | 2021 |
| --------- | ---- | ---- | ---- | ---- | ---- | ---- | ---- | ---- | ---- | ---- | ---- | ---- |
| Население | 296  | 247  | 85   | 54   |      |      | 2    |      |      |      |      |      |